# 袁志刚
袁志刚 (1958年1月20日—)，复旦大学经济学系教授，曾出任复旦大学经济学院院長，著有《现代企业制度纵横谈》、《中国就业制度变迁:1978-1998》等书。入选中华人民共和国教育部2007年度"长江学者"特聘教授。